# 梭動閥
梭動閥（英語：Shuttle valve），又稱雙向控制閥、雙向止回閥、OR邏輯閥或梭閥，是一種用於流體控制系統中的關鍵元件，實現對流體流動的精確控制。梭動閥通常用於氣壓系統當中，但在液壓系統中也會使用。梭動閥的核心部件是閥瓣，它位於兩個進氣口和出口之間，並根據流體壓力的作用來調節流動路徑。

梭動閥的符號
梭動閥工作原理動畫

## 構造與功能
梭動閥的結構設計上，閥體一般使用金屬製作，閥體設有兩個進氣口，這兩個進氣口以水平方式排列，而出口則垂直於進氣口設置。閥瓣位於這三個口之間，當流體通過一個進氣口施加壓力時，該壓力會推動閥瓣向相對方向移動。閥瓣的移動會關閉另一個進氣口，從而防止流體從該口流出，並且只允許流體通過出口流出。若兩邊入口同時有訊號輸入，則壓力較大側會優先輸出。這種結構設計使得梭動閥能夠有效地選擇流體來源，並將其導向所需的方向或位置。
梭動閥的工作原理相當於邏輯或，因此一般當作邏輯控制使用。
| X | Y | A |
| - | - | - |
| 0 | 0 | 0 |
| 0 | 1 | 1 |
| 1 | 0 | 1 |
| 1 | 1 | 1 |

## 應用
梭動閥在氣壓學及其他流體控制系統中有著廣泛的應用。特別是在氣壓學中，梭動閥通常用於邏輯控制系統中。它能夠根據不同的控制訊號來切換氣體流向，進而調控制機械裝置的運行狀態。梭動閥可以有效地實現氣體來源的切換，使得系統能夠根據預定的邏輯條件調整輸出訊號。在複雜的氣壓迴路中，梭動閥的控制可以根據需要實現不同的串聯控制模式。常見的串聯方式包括雙邊串聯法和單邊串聯法，雙邊串聯法將控制訊號分層，第一層為所有訊號原輸入合併，後續逐層串聯；而單邊串聯法則是一側串聯上一級控制訊號另一側輸入新的訊號原。這些串聯方法可以用於實現不同的控制需求，且不會影響輸出訊號的效果。
在液壓學中，梭動閥的應用也十分廣泛。液壓系統中，梭動閥能夠在主液壓泵故障時自動切換到備用泵，從而確保系統的連續運行，這種功能可提升了系統的可靠性。梭動閥能夠在液壓系統中執行切換操作，確保液壓系統不會因單一故障而中斷。例如，在工業機械或航空設備中，梭動閥可以保證在主泵故障的情況下，液壓系統仍能繼續運作，避免了因為液壓系統中斷而造成的生產停滯或安全問題。

雙邊串聯法
單邊串聯法